# بوراشد
بوراشد (به عربی: بوراشد) یک شهرداری در الجزایر است که در استان عین الدفلی واقع شده‌است.